# Bitva na řece Monocacy
Bitva na řece Monocacy bylo střetnutí Americké občanské války, v němž konfederační síly generála Earlyho porazily podstatně slabší jednotky generála Wallaceho. Bylo to však velmi problematické vítězství, neboť celodenní bitva připravila konfederační síly o možnost zaútočit na v tu dobu prakticky nechráněný Washington D.C. Jelikož boj na zdrženou byl jediným cílem seveřanské strany, je možné bitvu stejně dobře hodnotit jako vítězství Unie. Na místě později vznikl Monocacy National Battlefield.
| „                                                | Některé seveřanské noviny tvrdí, že jsem mohl mezi nedělí a pondělím vstoupit do města. Mohl jsem vstoupit do města, ale v neděli jsem bojoval na řece Monocacy, 35 mil od Washingtonu, se silami, které jsem si nemohl dovolit ponechat ve svých zádech, a po jejich neutralizaci a postupu vpřed nejrychleji, jak jen jsem mohl, jsem dorazil k opevnění až v pondělí v poledne, s muži naprosto vyčerpanými… | “ |
| — generál Jubal A. Early v hlášení o svém tažení | |   |